# NGC 731
NGC 731 = NGC 757 ist eine elliptische Galaxie vom Hubble-Typ E0 im Sternbild Walfisch südlich des Himmelsäquators. Sie ist schätzungsweise 172 Millionen Lichtjahre von der Milchstraße entfernt und hat einen Durchmesser von etwa 85.000 Lj.
Im selben Himmelsareal befinden sich u. a. die Galaxien NGC 713, NGC 747, NGC 755, NGC 763.
Das Objekt wurde am 10. Januar 1785 von dem deutsch-britischen Astronomen Wilhelm Herschel entdeckt (als NGC 731) und im Jahr 1886 von dem US-amerikanischen Astronomen Ormond Stone (als NGC 757).